# Ein Ferienbett mit 100 PS
Ein Ferienbett mit 100 PS ist ein 1964 gedrehtes, deutsches Reise- und Filmlustspiel von Wolfgang Becker. In den Hauptrollen spielt das Ehepaar Vivi Bach und Dietmar Schönherr.

## Handlung
Das titelgebende Ferienbett mit 100 PS ist ein schickes, rotes Amphibienfahrzeug, mit dem man auch notfalls ruhige Gewässer durchkreuzen kann. Das Amphicar 770 (mit real 38 PS) gewinnen während einer Ferienfahrt mit dem Autobus von Österreich nach Jugoslawien zwei junge Teilnehmer einer Reisegesellschaft bei einer Tombola, nachdem sich die temperamentvolle Blondine Birgit Steinberg bei dem smarten Sonnyboy Hans Rothe das Geld für das Gewinnerlos ausgeliehen hat. Da beide am Gewinn beteiligt gewesen waren, beschließen sie, den Trip gemeinsam fortzusetzen und fahren dem Reisebus hinterher.
Später gesellt sich die schwarzhaarige Doris Weimann, die zu küssen Hans in lauer Sommernacht auch nicht unbedingt abgeneigt ist, zu ihnen, und die Drei erleben zahlreiche kleinere Abenteuer in beschaulicher Landschaft. Hans und Birgit verbringen sogar – noch ganz keusch – eine gemeinsame Nacht in dem kleinen Auto. Während dieses turbulenten Urlaubs beginnen sich die beiden jungen Leute ineinander zu verlieben. Angereichert werden die harmlos-heiteren Reisegeschehnisse durch Schlagerauftritte beliebter Sänger wie Gerhard Wendland, Rocco Granata und der erst 16-jährigen US-Amerikanerin Peggy March.

## Produktionsnotizen
Ein Ferienbett mit 100 PS entstand 1964 an mehreren Drehorten in Österreich und Jugoslawien. Der von einer kleinen badischen Firma in Sandweier produzierte Film wurde am 26. Februar 1965 in die Kinos gebracht. Am Faschingsdienstag, 11. Februar 1975 erfolgte die Fernseherstausstrahlung im Abendprogramm der ARD.
Die Bauten entwarf Karl Schneider, die Kostüme Ingrid Zoré. Chefkameramann Georg Bruckbauer zog sich anschließend weitgehend ins Privatleben zurück. Auch für den ersten deutschen Fernsehkoch Clemens Wilmenrod, einen einstigen Schauspieler, war dies die letzte Kinofilmtätigkeit.

## Kritiken
„Eine Münchener Reisegesellschaft auf Urlaub in Jugoslawien: Da gibt's schon Anlaß zu allerlei – allerdings recht billigen – Späßen und, wie sollte es auch sonst sein, Liebeleien. Durch einen zufälligen Tombolagewinn werden Hans (Dietmar Schönherr) und Birgit (Vivi Bach) gemeinsame Besitzer eines Amphibienautos, mit dem sie dann auch zu Wasser und zu Lande hinter der Reisegesellschaft hergondeln. Eifersüchteleien um das zweite Bett im Wagen (denn auch zum Schlafen eignet sich das Zauberfahrzeug) führen zu einem mißglückten Jahrmarktsbesuch und schließlich zum Happy-End.“

In Paimann’s Filmlisten heißt es: „Die nach herkömmlichem Schema erdachte Geschichte ist mit Nachwuchs und wenigen Prominenten ebenso aufbereitet, in gefälliger Landschaft ... und photographisch passabel.“
Das Lexikon des Internationalen Films urteilte: „Mischung aus alberner Komik und Sentimentalität.“